# Dermogenys collettei
Dermogenys collettei är en fiskart som beskrevs av Meisner 2001. Dermogenys collettei ingår i släktet Dermogenys och familjen Hemiramphidae. Inga underarter finns listade i Catalogue of Life.